# Takenoshin Nakai
Takenoshin (Takenosin) Nakai, född 27 november 1882 i Gifu eller Yamaguchi,  död 6 december 1952 (dödsorsak hjärnblödning), var en japansk botaniker. Han var främst intresserad av Pteridophytes, Bryophytes alger och fröväxter.

## Biografi[6]
Takenoshin Nakai var son till Seitarô Hori. Han avlade sin doktorsexamen (Ph.D.) vid Tokyos universitet år 1907 och erhöll även en teknologie doktorsgrad (Dr. Sci.) vid samma universitet 1914. År 1917 blev han biträdande föreläsare och 1922 utnämndes han till biträdande professor.
År 1927 blev Nakai professor i botanik vid Tokyos universitet och tilldelades samma år Prins Katsuras minnespris, som delas ut av Japans Kejserliga Akademi som belöning för framstående forskning, i hans fall rörande Koreas växtvärld.
Mellan 1943 och 1945 var han föreståndare för de Botaniska trädgårdarna i Buitzorg (nuvarande Bogor) i det då av Japan ockuperade Java. Dessa trädgårdar är kända som Kebun Raya Bogor och bär samma namn på indonesiska, javanesiska och sundanesiska.
År 1947 utsågs han till professor emeritus och blev samma år föreståndare för National Science Museum i Tokyo.

## Internationell verksamhet[8]
- 1918–1919 Exkursioner till Korea för insamling av växter
- 1919 Växtinsamling i västra Java kring Batavia (nutida namn Jakarta) och Gunung Gede, som nu har blivit nationalpark och ett omtyckt utflyktsomräde. (Gunung betyder berg, och avser den vulkan som ligger i nationalparken.)
- 1923 - 1925 Besök i botaniska institutioner i många europeiska länder, däribland även Sverige. Som den expert han var kunde han vid flera av sina besök tillrättalägga en del misstag i dessa institutioners samlingar.
- 1925 Korresponderande ledamot i Muséum nationel d'histoire naturelle i Paris och i Sociëtë botanique de Genève
- 1926 Medlem International Committee of Botanical Nomenklature vid International Botanic Congress, som ägde rum i Ithaka, Grekland
- 1930 Delegat vid General Committee of Botanical Nomenklature
- 1933 Deltog i First Scientific Expedition to Manchukuo
- 1939 Anlitad av Committee of the Council for Investigation of Historical Monuments, Beautiful Sceneries and National Monuments
- 1941 Ledamot i National Research Council of Japan
- 1942 Rådgivare vid Research Institute for National Resources
- 1947 och intill sin död, föreståndare för National Science Museum i Tokyo
- 1950 Deltog i 7th International Botanical Congress i Stockholm som hedersordförande samt som representant för japanska botaniker i Committee of Botanical Nomenklature
- 1952 Ledde han i juli trots sin höga ålder en vetenskaplig expedition till ön Yakushima

## Eponymer
- (Aceraceae)
  - Acer nakaii Uyeki 1929
  - Artemisia nakaii Pamp. 1927
  - Attheyella nakaii
  - Crepidiastrum × nakaii H.Ohashi & K.Ohashi 2007
  - Agropyrum nakaii
- (Rosaceae)
  - Cerasus nakaii (H.Lév.) A.I.Baranov & Liou 1958
  - Roegneria nakaii Kitag. 1941
  - Podocarpus nakaii
  - Polygonum nakaii (Hara) Ohwi
  - Elymus nakaii (Kitag.) ´Á.Löve
  - Forsythia nakaii
- (Asteraceae)
  - Taraxacum nakaii H.Koidz. 1933
- (Boraginaceae)
  - Trigonotis nakaii Hara 1941
  - Oxya nakaii
- (Poaceae)
  - Sasa nakaii Makino 1929
- (Symplocaceae)
  - Bobua nakaii (Hayata) Kaneh. & Sasaki
  - Symplocos nakaii Hayata
- (Taxaceae)
  - Podocarpus nakaii Hayata
- (Theaceae)
  - Camellia nakaii Hayata
  - Thea nakaii Hayata
- (Tremellaceae)
  - Nakaimyces Kobayosi 1939
- (Woodsiaceae)
  - Athyrium nakaii Tagawa